# Agama mwanzae
Agama mwanzae  (лат.) — вид ящериц из семейства агамовых, обитающий в Африке.

## Описание
У самца голова, шея и плечи ярко-красные или фиолетовые, тело тёмно-синее. Самки преимущественно коричневые и трудно отличимые от самок агам других видов. Эту ящерицу часто путают с обыкновенной агамой.

## Образ жизни
Живёт в полупустынях. Их часто можно увидеть в разгар дня нежащимися на камнях или инзельбергах. 

## Распространение
Обитает в Танзании, Руанде и Кении.